# Senotín
Senotín (německy Zinolten) je malá vesnice, část města Nová Bystřice v okrese Jindřichův Hradec v Jihočeském kraji. Na jeho území se nachází stejnojmenná stanice úzkorozchodné dráhy Jindřichův Hradec – Nová Bystřice.

## Historie
První písemná zmínka o vesnici pochází z roku 1492.
Vesnice leží severně od bývalého hornického městečka Hůrky, s nimiž má podobnou minulost, neboť stříbrné doly se nacházely mezi oběma obcemi. V Senotíně bývala také Tewlova sklárna, vyrábějící tmavé sklo. Skleněné baňatky sloužily k přepravě léčivých vod (např. ze svatojanského pramene u Deštné, z novohradské Dobré Vody či z lázní Sv. Kateřiny u Počátek). Až do sedmnáctého století žili v okolních hlubokých lesích medvědi a vlci. Jsou domněnky, že v posledních letech opět vlci z Bavorska do České Kanady pronikají. Před rokem 1948 patřily Hůrky i Senotín do soudního okresu Nová Bystřice, který byl součástí okresního hejtmanství Jindřichův Hradec, od roku 1949 jsou součástí okresu Jindřichův Hradec. Senotín má celou řadu zajímavých starých vesnických staveb, které z velké části slouží jako budovy rekreační.

## Přírodní poměry
Východně od vesnice se nachází přírodní rezervace Skalák u Senotína. Do jihovýchodní části katastrálního území zasahuje také malá část přírodní památky Rašeliniště Klenová.

## Obyvatelstvo
| Rok            | 1869 | 1880 | 1890 | 1900 | 1910 | 1921 | 1930 | 1950 | 1961 | 1970 | 1980 | 1991 | 2001 | 2011 | 2021 |
| -------------- | ---- | ---- | ---- | ---- | ---- | ---- | ---- | ---- | ---- | ---- | ---- | ---- | ---- | ---- | ---- |
| Počet obyvatel | 469  | 427  | 383  | 379  | 371  | 310  | 329  | 144  | 146  | 84   | 38   | 20   | 23   | 28   | 19   |
| Počet domů     | 64   | 66   | 62   | 63   | 64   | 61   | 60   | 40   | 23   | 23   | 15   | 31   | 30   | 41   | 35   |

## Obecní správa
Při sčítání lidu v letech 1850–1960 Senotín byl samostatnou obcí v okrese Jindřichův Hradec. V letech 1961–1985 byl částí obce Hůrky v okrese Jindřichův Hradec. Od 1. července 1985 je částí města Nová Bystřice v okrese Jindřichův Hradec.

## Pamětihodnosti
- kostel svatého Michala postavený rokem 1793